# Fred Sowerby
Fred Sowerby, nome completo Frederick Oliver Newgent Sowerby (Plymouth (Montserrat), 11 dicembre 1948), è un ex velocista e allenatore di atletica leggera antiguo-barbudano.

## Biografia
Partecipò ai Giochi olimpici di Montréal 1976 dove fu portabandiera del suo paese alla cerimonia di apertura. Trattandosi della prima partecipazione di Antigua e Barbuda ai Giochi olimpici, è stato pertanto il primo portabandiera olimpico nella storia di quella nazione. In quell'edizione dei Giochi gareggiò nei 400 metri piani dove riuscì a superare il primo turno di qualificazione giungendo quinto nella stessa batteria in cui correva il futuro campione olimpico Alberto Juantorena; fu poi eliminato nei quarti di finale. Gareggiò anche nell'ultima frazione della 4×400 m, dove la sua squadra non riuscì a qualificarsi per la finale. 
Nel 1977 fece parte della staffetta 4×400 m che, in rappresentanza delle Americhe, giunse terza nella Coppa del mondo a  Düsseldorf.
Nel 1973 Sowerby si era diplomato alla Murray State University, dove nel 1986 venne eletto nella Athletic Hall of Fame.. Fu per tre volte vincitore del campionato statunitense indoor sull'insolita distanza delle 600 iarde, nel 1976, 1977 e 1982.
Successivamente intraprese con successo la carriera di allenatore dapprima alla Delaware State University, poi alla Murray State University fino al 1993 e infine all'Università del Nevada - Las Vegas.
Ha continuato a gareggiare nelle categorie Master, in rappresentanza degli Stati Uniti, stabilendo il record mondiale dei 400 metri piani nelle categorie M45 e M50. 

## Palmarès
- Bronzo in Coppa del mondo 1977 ( Düsseldorf), 4×400 m - 3'02"66